# Nachrichtensender
Ein Nachrichtensender (auch Nachrichtenkanal) ist ein Spartenprogramm im Fernsehen oder Hörfunk mit dem Schwerpunkt Nachrichten. Üblicherweise wird rund um die Uhr gesendet, wobei das Programm mindestens halbstündlich Nachrichtensendungen beinhaltet. Zwischen den Nachrichtensendungen wird ein informationsorientiertes Programm ausgestrahlt, wobei je nach Sender aktuelle Talkshows, Magazinsendungen oder Dokumentationen überwiegen. Bei wichtigen aktuellen Ereignisse kann das laufende Programm für Eilmeldungen (engl. breaking news) unterbrochen werden.
Umstritten ist, wie hoch der Anteil sonstiger, nicht auf das Tagesgeschehen bezogener Programmelemente sowie der Anteil der Boulevardthemen sein darf, um die Programme als Nachrichtensender bezeichnen zu dürfen.

## Fernsehen

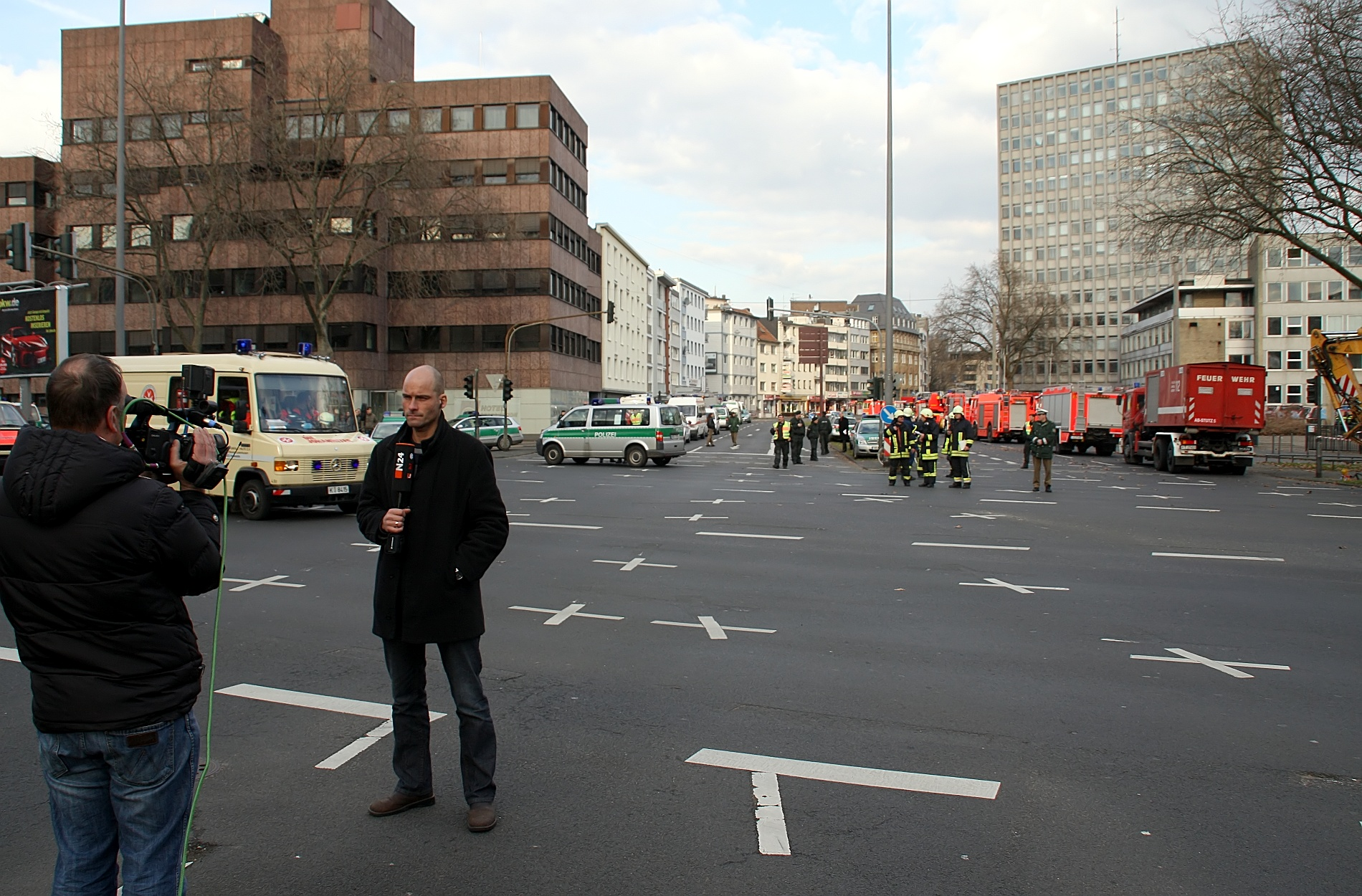
N24-Reporter berichtet live vom Einsturz des Historischen Archivs der Stadt Köln (3. März 2009)

Als erster Fernsehnachrichtensender gilt CNN, das am 1. Juni 1980 seinen Sendebetrieb aufnahm und heute mit mehreren Ablegern weltweit zu empfangen ist. Seit Anfang der 1990er Jahre wird das Konzept weltweit kopiert, so dass heute jedes größere Medienunternehmen eigene Nachrichtensender betreibt.
Als weltweit größte Nachrichtensender gelten die global verbreiteten englischsprachigen Programme CNN International, BBC World News und RT. Weitere internationale im deutschen Sprachraum bekannte und über Kabel oder Satellit empfangbare Nachrichtensender sind das mehrsprachige europäische Gemeinschaftsprogramm Euronews, der arabische Sender Al Jazeera (seit 2007 auch mit einer englischsprachigen Version), France 24 und teleSUR.
In Deutschland gibt es mit dem von der RTL Group betriebenen n-tv und dem von ProSiebenSat.1 Media gegründeten N24, der inzwischen unter dem Namen Welt von Axel Springer betrieben wird, zwei kommerzielle Nachrichtensender im Privatrundfunk. Im öffentlich-rechtlichen Rundfunk wurde der Kanal Tagesschau24 (ehemals EinsExtra) in den Jahren ab 2008 nach und nach zu einem Nachrichtensender ausgebaut, der derzeit (2024) wochentags zwischen halb 6 und 20 Uhr eine durchgehende Live-Informationsstrecke enthält, die durch weitere Nachrichtensendungen in den Abend- und Nachtstunden ergänzt wird. Tagesschau24 wird bei der zentralen ARD-Nachrichtenredaktion ARD-aktuell in Hamburg produziert.

## Hörfunk
Große Rundfunkanstalten hatten in ihren Hauptprogrammen schon seit jeher einen großen Nachrichtenanteil. Die BBC, Radio France und andere sendeten neben den stündlichen Nachrichten mehrmals am Tag Nachrichtenjournale. Die eigentlichen Newsradios entstanden in den USA (CBS News u. a.) und kamen ab den 1990er Jahren auch auf den deutschen Markt.

### Deutsche Nachrichtensender
Wichtige Nachrichtensender im deutschen Hörfunk sind
- Deutschlandfunk
- hr-info vom Hessischen Rundfunk, seit 2004
- Inforadio vom rbb, gegründet 1995
- BR24 vom Bayerischen Rundfunk,
- NDR Info
- MDR Aktuell, gegründet 1992
- SWR Aktuell

Alle diese Programme werden von öffentlich-rechtlichen Rundfunksendern der ARD, im Falle des Deutschlandfunks des Deutschlandradios, produziert. Versuche, privat produzierte Hörfunknachrichtensender in Deutschland zu etablieren, wie beispielsweise Radioropa Info oder das FAZ Businessradio, waren bisher nicht dauerhaft erfolgreich.

### Schweizer Nachrichtensender
In der Schweiz betreibt das öffentliche Schweizer Radio und Fernsehen den Nachrichtensender Radio SRF 4 News, der via DAB gesendet wird.